# Александра Панова
Александра Александровна Панова (на руски: Александра Александровна Панова) е професионална тенисистка от Русия.

## Биография
Панова е родена на 2 март 1989 г. в град Краснодар.
Започва да играе тенис на 9-годишна възраст. Понастоящем неин треньор е Жулиен Пикот.
Майка ѝ се казва Галина, която е домакиня, а баща ѝ – Александър, който е треньор по хандбал. Има и сестра, Олга, която също се занимава с тенис.